# Hawaii Army National Guard
La Hawaii Army National Guard è una componente della Riserva militare della Hawaii National Guard, inquadrata sotto la U.S. National Guard. Il suo quartier generale è situato presso la città di Honolulu.

## Organizzazione
Attualmente, al 2024, sono attivi i seguenti reparti :

### Joint Forces Headquarters
- JFHQ, Army Element
- Medical Detachment
- Recruiting & Retention Battalion
- 93rd Civil Support Team (WMD)

### 103rd Troop Command
- Headquarters & Headquarters Company - Waiawa, Oahu
- 111th Army Band - Waiawa, Oahu
- 117th Mobile Public Affairs Detachment - Waiawa, Oahu
- 230th Engineer Company (-) (Vertical Construction) - Puunene, Maui
  - Detachment 1 - Waiawa, Oahu
  - Detachment 2 - Montana Army National Guard
  - Detachment 3 - Guam Army National Guard
- 297th Engineer Detachment (Fire-Fighting) - Waiawa, Oahu
- 1950th Contingency Contracting Team - Waiawa, Oahu
- Aviation Support Facility #1 - Wheeler Army Airfield
- Aviation Support Facility #1 - Lyman Field, Hilo
- Aviation Support Facility #3 - Kalaeloa
- Company B, 2nd Battalion, 211th Aviation Regiment (General Support) - Kalaeloa -  Equipaggiato con 6 CH-47F 
  - Detachment 1, HHC, 2nd Battalion, 211th Aviation Regiment (General Support) - Kalaeloa
  - Detachment 1, Company D (AVUM), 2nd Battalion, 211th Aviation Regiment (General Support) - Kalaeloa
  - Detachment 1, Company E (Forward Support), 2nd Battalion, 211th Aviation Regiment (General Support) - Kalaeloa
- Company C (-), 1st Battalion, 183rd Aviation Regiment (Assault Helicopter) - Hilo - Equipaggiato con 5 UH-60M 
  - Detachment 1 - Wheeler AAF - Equipaggiato con 5 UH-60M
- Detachment 1, Company G (MEDEVAC), 1st Battalion, 189th Aviation Regiment (General Support) - Equipaggiato con 6 HH-60M 
  - Detachment 4, Company D (AVUM), 1st Battalion, 189th Aviation Regiment (General Support)
  - Detachment 5, Company E (Forward Support), 1st Battalion, 189th Aviation Regiment (General Support)
- Detachment 1, Company G (MEDEVAC), 3rd Battalion, 126th Aviation Regiment (General Support) - Equipaggiato con 6 HH-60M
- Detachment 1, Company A, 3rd Battalion, 140th Aviation Regiment (Security & Support) - Equipaggiato con 2 UH-72A
- Detachment 3, Company C, 2nd Battalion, 641st Aviation Regiment (Fixed Wings) - Wheeler AAF - Equipaggiato con 1 C-26E
- Detachment 55, Operational Support Airlift Command
- Company B (-) (AVUM), 777th Aviation Support Battalion - Wheeler AAF
- Company B (Ground Support), 1109th Theater Aviation Sustainment Maintenance Group - Waiawa, Oahu

### 29th Infantry Brigade Combat Team
- Headquarters & Headquarters Company - Kapolei
- 1st Battalion, 158th Infantry Regiment - Arizona Army National Guard
- 1st Battalion, 294th Infantry Regiment - Guam Army National Guard
- 1st Battalion, 297th Infantry Regiment - Alaska Army National Guard
- 1st Squadron, 299th Cavalry Regiment
  -  Headquarters & Headquarters Troop (-) - Hilo
    - Detachment 1 - Wahiawa, Oahu

  -  Troop A - Kalaeloa, Oahu
  -  Troop B - Kalaeloa, Oahu
  -  Troop C - Hanapepe, Kauai
- 1st Battalion, 487th Field Artillery Regiment
  -  Headquarters & Headquarters Battery (-) - Wahiawa, Oahu
  -  Battery A - Wahiawa, Oahu
  -  Battery B - Wahiawa, Oahu
  -  Battery C - Wahiawa, Oahu
- 227th Brigade Engineer Battalion
  -  Headquarters & Headquarters Company - Kalaeloa, Oahu
  -  Company A - Kalaeloa, Oahu
  -  Company B - Kalaeloa, Oahu
  -  Company C (Signal) - Kalaeloa, Oahu
  -  Company D (-) (Military Intelligence) - Kalaeloa, Oahu
    - TUAS Detachment - Arizona Army National Guard
- 29th Brigade Support Battalion
  -  Headquarters & Headquarters Company - Kalaeloa, Oahu
  -  Company A (-) (DISTRO) - Kalaeloa, Oahu
    - Detachment 1 - Puunene, Maui

  -  Company B (-) (Maint) - Kalaeloa, Oahu
    - Detachment 1 - Hanapepe, Kauai

  -  Company C (MED) - Kalaeloa, Oahu
  -  Company D (Forward Support) (Aggregata al 1st Squadron, 299th Cavalry Regiment) - Hilo
  -  Company E (Forward Support) (Aggregata al 227th Brigade Engineer Battalion) - Kalaeloa, Oahu
  -  Company F (Forward Support) (Aggregata al 1st Battalion, 487th Field Artillery Regiment) - Wahiawa, Oahu
  - Company G (Forward Support) - Arizona Army National Guard
  - Company H (Forward Support) - Guam Army National Guard
  - Company I (Forward Support) - Alaska Army National Guard

### 298th Regiment, Regional Training Institute
- 1st Battalion - Bellow AFS, Oahu
- 2nd Battalion - Bellow AFS, Oahu